# Kruistocht (strip)
Dit overzicht is mogelijk incompleet; u kunt helpen door het uit te breiden.
Kruistocht is een Belgisch-Franse stripreeks die begonnen is in februari 2008 met Jean Dufaux als scenarist en Philippe Xavier als tekenaar.

## Albums
Alle albums zijn geschreven door Jean Dufaux, getekend door Philippe Xavier en uitgegeven door Le Lombard.
| Nummer | Titel                      |
| ------ | -------------------------- |
| 1      | Simoen Dja                 |
| 2      | De Qua'dj                  |
| 3      | De meester van de machines |
| 4      | Vuursnavels                |
| 5      | Gauthier van Vlaanderen    |
| 6      | Sybille, lang geleden      |
| 7      | De meester van het zand    |
| 8      | De laatste adem            |